# Attentat de Baga Sola
L'attentat de Baga Sola a lieu le 10 octobre 2015 pendant l'insurrection  de Boko Haram. 

## Déroulement
Le 10 octobre 2015, la ville de Baga Sola est attaquée par des kamikazes de Boko Haram. Située sur le Lac Tchad, Baga Sola subit pour la première fois une attaque djihadiste. La ville abrite des dizaines de milliers de réfugiés et de déplacés nigérians et tchadiens. La première explosion a lieu vers 15 heures sur le marché aux poissons de Baga Sola, deux autres explosions ont lieu au camp de réfugiés de Kousseri, un quartier périphérique de la ville,.

## Bilan humain
Selon le sous-préfet de Baga Sola, cinq kamikazes — deux femmes et trois adolescents — ont mené l'attaque. Le bilan est de 41 morts et 48 civils,. Les explosions provoquées par trois kamikazes dans le marché de Baga Sola font une quinzaine de morts et une quarantaine de blessés, celles dans le quartier de Kousseri, commis par deux kamikazes, fait une vingtaine de morts et dix blessés.